# 救国军政府
救国军政府（葡萄牙語：Junta de Salvação Nacional）是1974年4月25日葡萄牙发生康乃馨革命、“新国家”独裁政权倒台后建立的军政府。1974年4月26日凌晨1点30分，救国军政府主席安东尼奥·斯皮诺拉发表公报，宣布救国军政府接管国家权力。1975年3月14日，《1975年宪法法案第5号》发布，废除救国军政府，创设包括原救国军政府成员在内的革命委员会。